# Ledenice vára
Ledelnice vára (horvátul: Grad Ledenice), várrom Horvátországban, a Novi Vinodolskihoz tartozó Ledenice területén.

## Fekvése
A Ledenicétől délre emelkedő 376 méter magas hegyen találhatók maradványai. A romok egy része már átnyúlik a szomszédos Povile falu területére.

## Története
Ledenice első írásos említése 1248-ban történt. Vára a Vinodol keleti részének stratégiai fontosságú helyén a falu feletti magaslaton állt. II. András magyar király 1223-ban kelt adománylevelében érdemiért Frangepán II. Vidnek adományozta egész Vinodolt, így a mai Ledenice vidékét is. A Frangepánok alatt Ledenice vára a Vinodol egyik fontos közigazgatási központja volt. A török 1522-ben és 1539-ben is betört Ledenicéig, mely a Frangepánok itteni birtokvesztését jelentette. 1563-ban Ledenice a katonai határőrvidék részeként a zenggi kapitányok igazgatása alá került. Közben egyre nagyobb méreteket öltött az uszkók probléma. Az uszkókok eredményes kalóztámadásokat hajtottak végre a török hajók ellen, azonban a török előrenyomulás következtében Klissza vidékéről egyre északabbra, Zengg környékére szorultak. A Zrínyiek és a Frangepánok nem akartak fellépni ellenük, de amikor már a velencei és osztrák hajókat is fosztogatták egyre kényelmetlenebbé váltak a számukra. Végül Velence elégelte meg először a tétlenséget. Az uszkókok elleni hadjáratuk során 1600-ban lerombolták Ledenice várát is és a harcok ezután is tovább folytatódtak. Az 1617-es madridi béke súlyos döntést hozott az uszkókok ügyében amikor hajóik elégetéséről és a tengermellékről történő kitelepítésükről határozott. A nép által Gradinának nevezett vár 1699-ig a török veszély megszűnéséig a határőrvidék védelmét látta el. Helyőrségként ezután is a határőrvidék szervezetén belül maradt, egészen a 19. század elejéig. Miután a helyőrsége felhagyta, a vár falai romlásnak indultak, jóllehet a külsővárban lévő templomot még 1827-ig használták

## A vár mai állapota
A település feletti 376 méter magas hegyen állnak Ledenice várának romjai.  Ezt követően jelentőségét vesztve sorsára hagyták. Mára a falaknak csak egy része áll a négyszögletes torony és a Szent Istvánnak szentelt egykori vártemplom maradványaival. Az alsóvár szűk kapuján belépve a kapu egy falszorosban folytatódik, melynek bal oldalán helyezkedik el a Szent Istvánnak szentelt egykori plébániatemplom romja. Harangtornyának csak az alapfalai látszanak. Ezután egy tágas, de sűrű és szúrós bozótossal benőtt térség található, ahol egykor a vár alatti település állt. A várudvar délnyugati, tengerre néző sarkában, egy félköríves torony másfél méter magas maradványa látható. Az egykori rajzok szerint, a délkeleti sarokban is állt egy hasonló torony, de a bozót miatt nem megközelíthető. Ettől a toronytól egy egyenes fal vezet a vár magját alkotó kastélyig. A kastély bejárata nyugatról nyílott. Az egykori kapu helyén át a kastély szűk udvarába jutunk. Az udvar bal és jobb, valamint a szemben lévő oldalán is épületek sorakoztak. A kapuval szembeni épületben, egy kisebb, háromhajós kápolna volt. A palota északi traktusa a boltív maradványok alapján, legalább részben alápincézett volt. A palotát keletről egy szűk falszoros és két, meglehetősen lepusztult állapotú, hengeres sarokbástya oltalmazta. A kastély együttes északkeleti sakából egy fal indul lefelé, a főkapu irányába. A fal mellett, gazdasági épületek álltak. Ezt a falszakaszt is egy félköríves torony védte.